# Bayonet Point
Bayonet Point es un lugar designado por el censo ubicado en el condado de Pasco en el estado estadounidense de Florida. En el Censo de 2010 tenía una población de 23467 habitantes y una densidad poblacional de 1.564,61 personas por km².

## Geografía
Bayonet Point se encuentra ubicado en las coordenadas 28°19′29″N 82°41′2″O / 28.32472, -82.68389. Según la Oficina del Censo de los Estados Unidos, Bayonet Point tiene una superficie total de 15 km², de la cual 14.86 km² corresponden a tierra firme y (0.93%) 0.14 km² es agua.

## Demografía
Según el censo de 2010, había 23467 personas residiendo en Bayonet Point. La densidad de población era de 1.564,61 hab./km². De los 23467 habitantes, Bayonet Point estaba compuesto por el 92.35% blancos, el 1.91% eran afroamericanos, el 0.35% eran amerindios, el 1.15% eran asiáticos, el 0.05% eran isleños del Pacífico, el 1.87% eran de otras razas y el 2.32% pertenecían a dos o más razas. Del total de la población el 8.98% eran hispanos o latinos de cualquier raza.